# سنجد

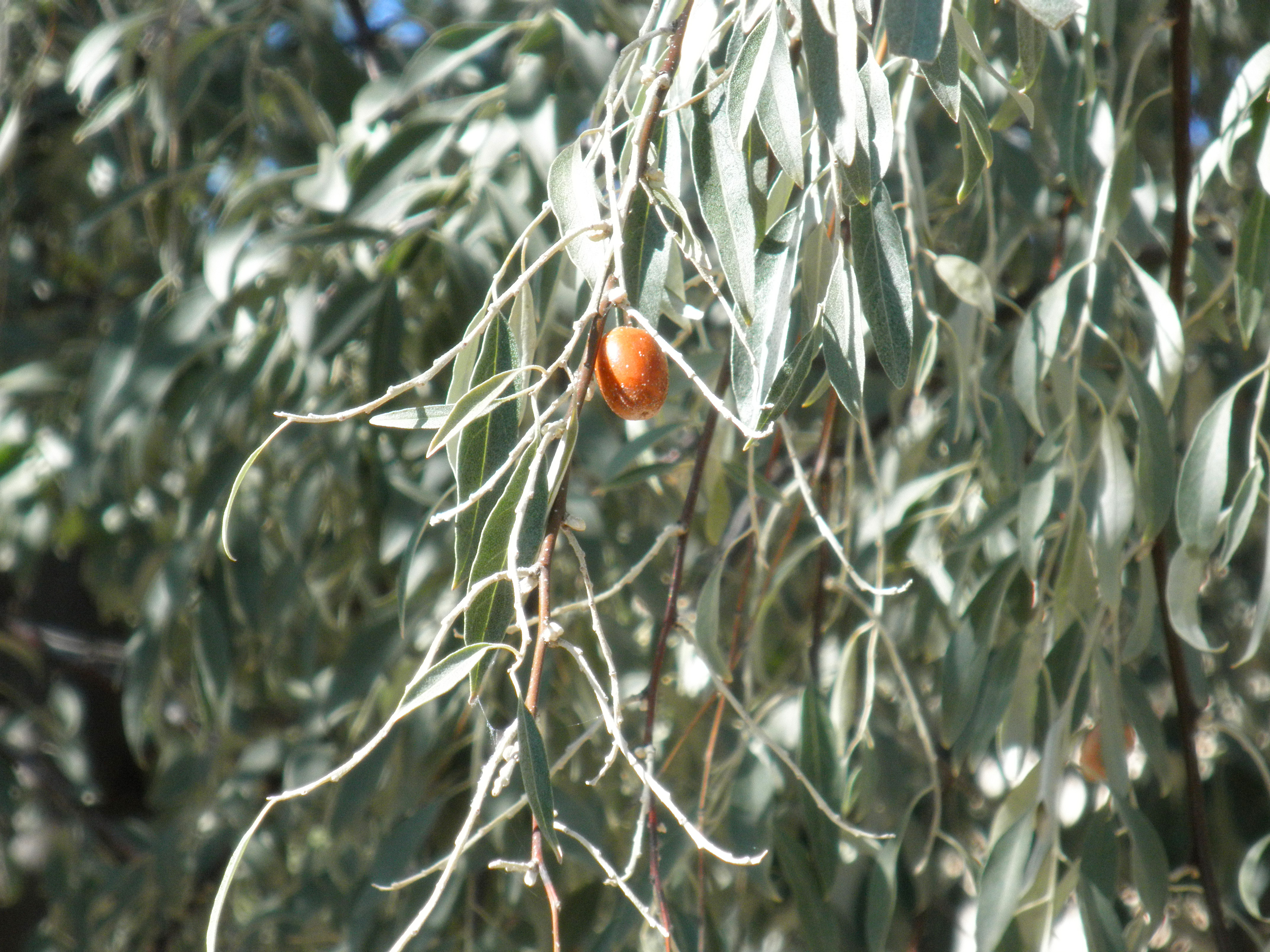

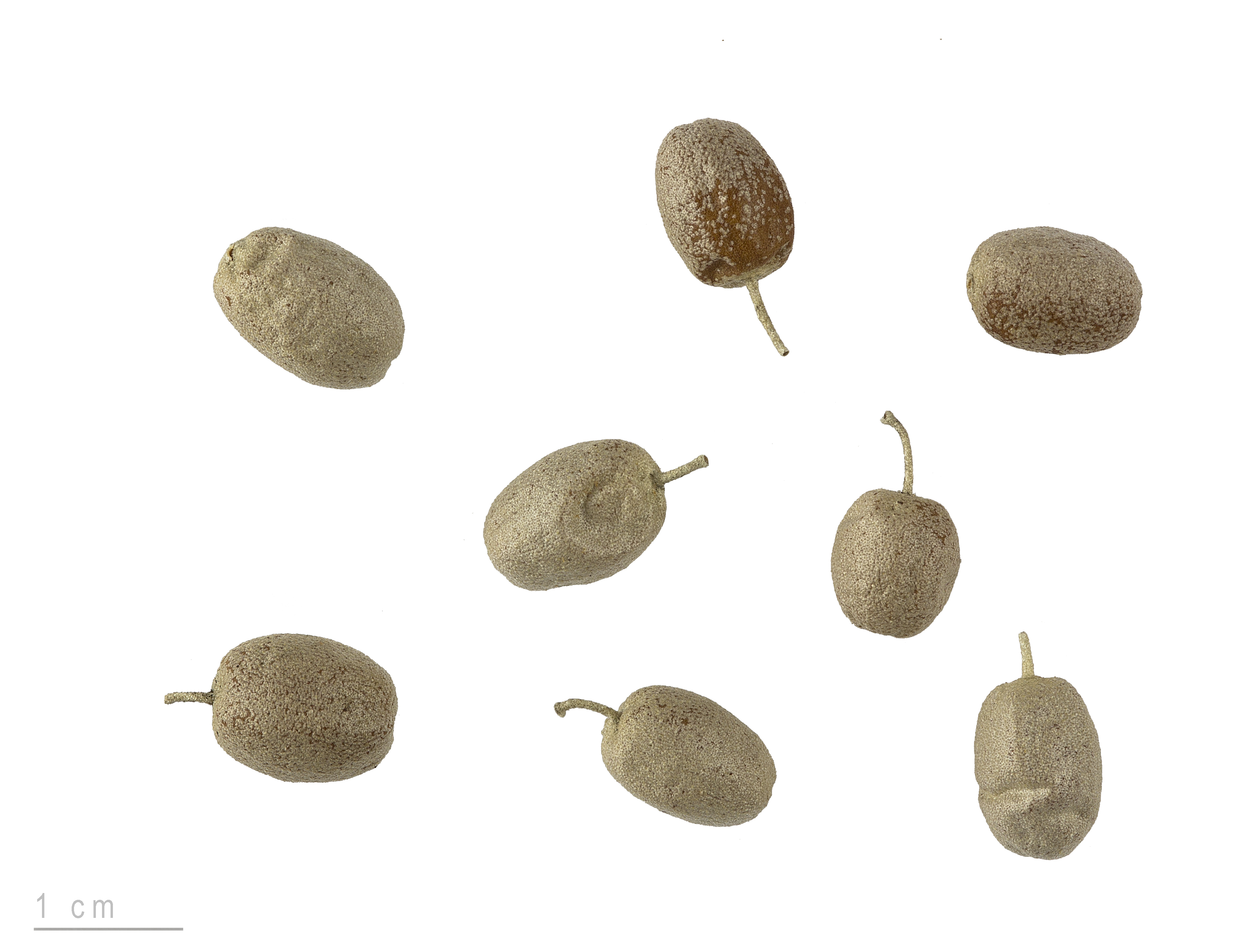
Elaeagnus angustifolia

سِنجـِد گونه‌ای از سردهٔ سنجد و بومی آسیای غربی و مرکزی، از جنوب روسیه و قزاقستان تا ترکیه و ایران است. در حال حاضر به‌طور گسترده‌ای در آمریکای شمالی نیز به عنوان گونه معرفی شده تثبیت شده‌است.
سنجد یکی از مواد هفت‌گانه سفره هفت‌سین ایرانی‌هاست.

## فواید
سنجد، سرشار از ویتامین‌های A و B بوده و کمی هم ویتامین‌ K دارد؛ به این جهت، ضد اسهال خونی و بواسیر است و نیز از نظر املاح معدنی، غنی بوده، کلیه‌ها را گرم و معده را دباغی کرده و ادرار را زیاد می‌کند و نرمی و پوکی استخوان را مانع است و آن را درمان می‌کند. افرادی که مبتلا به تسلسل بول یا تکرّر ادرار هستند، یعنی زیاد ادرار می‌کنند، براى درمان آن، دارویی بهتر از سنجد نمی‌یابند.[2]
چند مطالعه بالینی انجام شده بر روی اثرات ضد درد و التهاب عصاره میوه سنجد در استئوآرتریت، نشان دهندهٔ تأثیر قابل مقایسه این عصاره با استامینوفن یا ایبوبروفن بوده‌اند.
برای تحکیم استخوان‌ها نیز مفید است که می‌توان آرد سنجد را با شیر گاو، گوسفند و یا با شیر نارگیل مخلوط و استفاده کرد.

## دیدگاه مذهبی
از امام ششم جعفربن محمد صادق  نقل است که:سنجد، گوشتش گوشت می‌رویاند، استخوانش استخوان را رشد می‌دهد و پوستش پوست را می‌پرورد؛ علاوه بر این، سنجد، کلیه‌ها را گرم می‌کند، معده را پاک می‌سازد، مایۀ ایمنی از بواسیر و تقطیر‌البول‌ است، ساق پا را قوی می‌کند و رگ جذام را به ‌کلی قطع می‌کند‌.